# Longjing (Taichung)
Longjing (chinesisch 龍井區 / 龙井区, Pinyin Lóngjǐng Qū, Pe̍h-ōe-jī Liông-tsínn-khu) ist ein Bezirk (區,  Qū) der Stadt Taichung auf Taiwan, Republik China.

## Beschreibung
Der Bezirk Longjing liegt im Südwesten des Stadtgebiets von Taichung an der Küste zur Taiwanstraße. Die südliche Grenze wird zum Teil vom Dadu-Fluss (大肚溪,  Dàdù Xī) gebildet. Am anderen Flussufer liegt der Landkreis Changhua (Gemeinde Shengang). Die angrenzenden Stadtbezirke von Taichung sind Dadu im Südosten, Xitun im Osten, Shalu im Nordosten und Wuqi im Norden.

## Geschichte

Longmujing-Brunnen

Ein früherer Ortsname war Jiatou (茄投,  Jiātóu, Pe̍h-ōe-jī Kiôtâu). Im Jahr 1920, zur Zeit der japanischen Herrschaft, wurde der Ort in Longjing (wörtl. ‚Drachenbrunnen‘) umbenannt, nach einer Süßwasserquelle Longmujing (龍目井) im heutigen Ortsteil Longquan. Vor der chinesischen Besiedelung war das Gebiet von Angehörigen der Papora, einem der indigenen taiwanischen Völker besiedelt. Die chinesische Einwanderung begann zur Herrschaftszeit Yongzhengs. Während der Qing-Herrschaft war das Gebiet Longjiang zuletzt (ab 1885) Teil der Verwaltungseinheiten Dadu-Zhongbao (大肚中堡 – „Zentrales Dadu-Fort“) und Dadu-Xinbao (大肚下堡 – „Unteres Dadu-Fort“). Während der japanischen Herrschaft (1895–1945) wurde Longjing 1920 als Dorf (庄,  Zhuāng) in der Präfektur Taichū reorganisiert. Nach der Übernahme Taiwans durch die Republik China wurde aus der Präfektur der Landkreis Taichung und das Dorf wurde eine Landgemeinde (鄉,  Xiāng). Am 25. Dezember 2010 wurde der Landkreis Taichung aufgelöst und vollständig in die Stadt Taichung eingemeindet. Longjing erhielt danach den Status eines Stadtbezirks (區,  Qū).

## Bevölkerung
Im November 2021 lebten 1.155 Angehörige indigener Völker in Longjing (ca. 1,5 % Bevölkerungsanteil), darunter 622 Ureinwohner des Flachlandes (Pingpu) und 533 des Berglandes. Darunter waren 502 Amis, 221 Bunun, 207 Paiwan und 119 Atayal.

## Verwaltungsgliederung
| Gliederung von Longjing |
|                         |

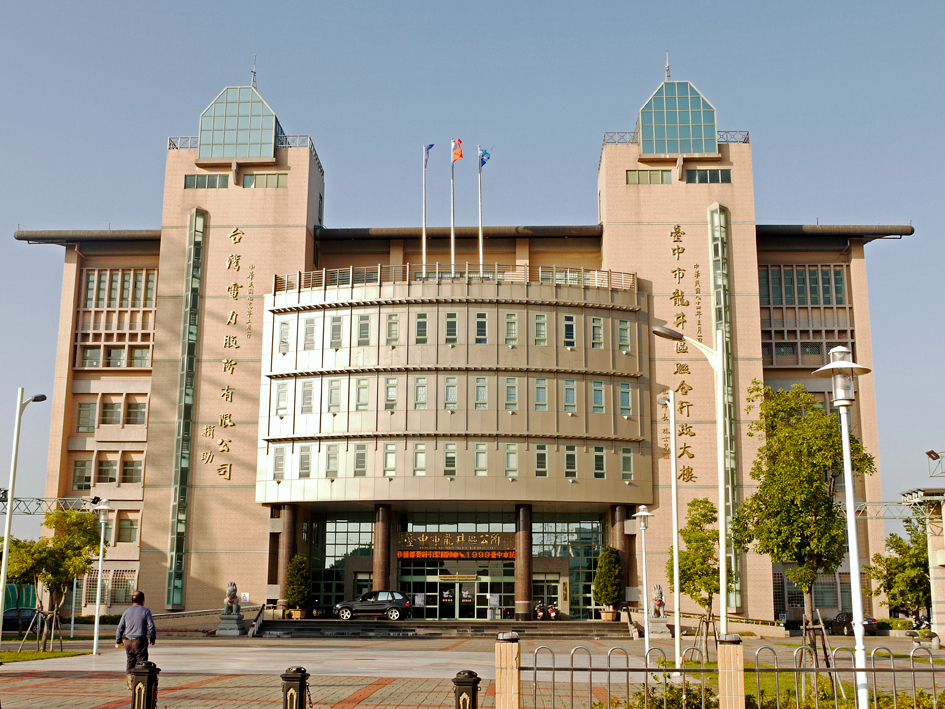
Gebäude der Bezirksverwaltung

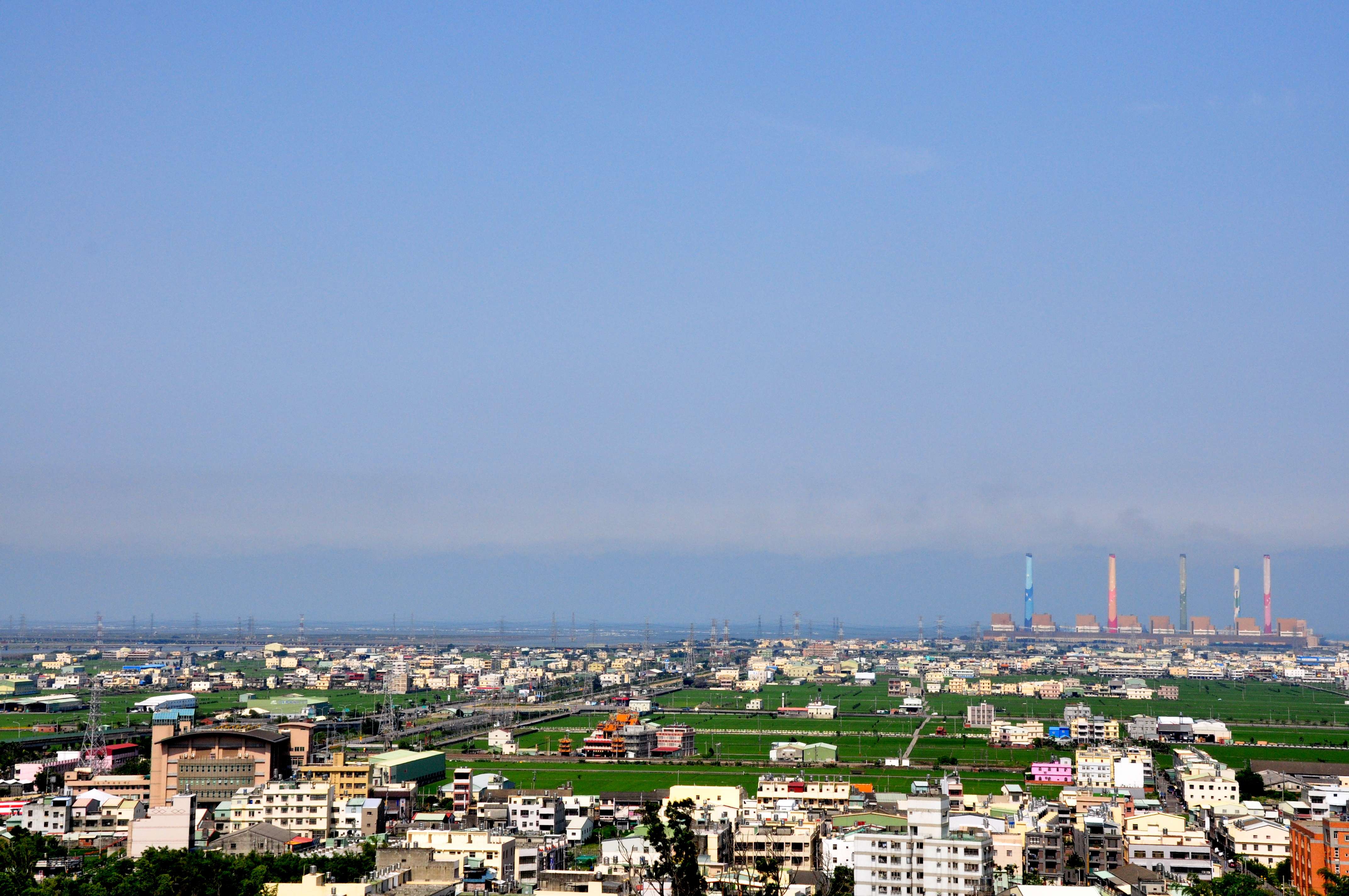
Blick über Longjing, im Hintergrund die Schornsteine des Kraftwerks Taichung

Longjing ist in 16 Ortsteile (里, Li) unterteilt:
1 Lishui (麗水里)

2 Zhonghe (忠和里)

3 Shanjiao (山腳里)

4 Sande (三德里)

5 Longjin (龍津里)

6 Futian (福田里)

7 Longxi (龍西里)

8 Tianzhong (田中里)

9 Longdong (龍東里)

10 Zhukeng (竹坑里)

11 Nanliao (南寮里)

12 Longgang (龍崗里)

13 Longquan (龍泉里)

14 Xinzhuang (新庄里)

15 Xindong (新東里)

16 Donghai (東海里)

## Wirtschaft
Im Bezirk befindet sich das Kohle- und Gaskraftwerk Taichung, das zu zweifelhafter Bekanntheit gelangt ist, weil es über mehrere Jahre das Kraftwerk mit dem weltweit höchsten CO2-Ausstoß war. Seit längerem gibt es Bestrebungen, die Umweltbelastung durch Drosselung der Kraftwerksleistung und Umstellung von Kohle- auf Erdgasbefeuerung zu mindern. Von großer wirtschaftlicher Bedeutung sind die Anlagen des Hafens von Taichung.

## Verkehr
Im östlichen Abschnitt wird der Bezirk von der Nationalstraße 3 (Autobahn) durchquert, die hier einen südwestlichen Verlauf nimmt. Näher an der Küste verlaufen die Provinzstraße 1 (durch das Zentrum des Bezirks) und die Provinzstraßen 71 und 17 (alle im Wesentlichen in Nord-Süd-Richtung). Durch Longjing führt die Küstenlinie (縱貫線) der Taiwanischen Eisenbahn. Im Ortsteil Longquan befindet sich der Haltebahnhof Longjing.

## Besonderheiten
Longjing ist kein ausgesprochenes Touristenziel. Es gibt einige historische Baudenkmäler, beispielsweise die Chan-Sam-Kwan-Halle (陳三綱堂, ) im Ortsteil Longdong und das Zhukeng-Chen-Haus (竹坑陳宅). An der Dadu-Flussmünding befindet sich das am 28. Februar 1995 eingerichtete, 2669,73 ha große Dadumündungs-Naturschutzgebiet (大肚溪口野生動物保護區, ). Das Schutzgebiet ist ein Wattenmeer mit einer ausgedehnten Gezeitenzone und einer reichen Vogelwelt.